# Пастернак, Леонид Осипович
Леони́д О́сипович Пастерна́к (при рождении Аврум Ицхок-Лейб Иосевич Постернак, позднее в документах Ицхок Иосиевич Постернак и Исаак Иосиевич Постернак; 22 марта [3 апреля] 1862, Одесса, Российская империя — 31 мая 1945, Оксфорд, Великобритания) — русский живописец и график, жанрист и художник-иллюстратор, педагог. Отец писателя и поэта Бориса Пастернака и архитектора Александра Пастернака.

## Биография
Родился 22 марта (3 апреля) 1862 год в еврейской семье в Одессе, в доме гласного городской Думы М. Ф. Унтилова по Херсонской (ныне — Пастера) улице, 20. Его отец, Иосиф (Осип) Кивович Постернак, арендовал восемь номеров гостиницы в доме № 9 по Рождественской улице на Слободке («постоялый дом Груздьева»), куда переехала вся семья, когда будущий художник был ещё ребёнком. Дед, Кива-Ицхок Постернак, был одним из основателей одесского еврейского погребального братства (хевра кадиша).
Помимо него в семье было пятеро детей. В раннем детстве проявил любовь к рисованию, хотя родители поначалу не одобряли этого увлечения. С 1879 по 1881 годы учился в одесской рисовальной школе, однако окончательно избрал карьеру художника не сразу. В 1881 году поступил в Московский университет и два года занимался на медицинском факультете. В 1883 году перевёлся в Новороссийский университет (Одесса) и там учился на юридическом факультете до 1885 года (в списках студентов за 1883—1884 академический год и в списках выпускников за 1885 год значится как Ицхок Постернак).
Параллельно с университетской учёбой продолжал заниматься живописью. В 1882 году занимался в московской школе-студии Е. С. Сорокина. В середине 1880-х годов также занимался в Мюнхенской академии художеств, где учился у Гертериха и Лицен-Майера, кроме того, брал уроки офорта у И. И. Шишкина.
Осенью 1888 года прибыл в Москву и начал работу над большим полотном «Письмо с родины» для Передвижной выставки. Картина приносит автору успех: буквально «с мольберта» её покупает П. М. Третьяков; Пастернак становится заметной фигурой в художественных кругах. В 1889 году женится на пианистке Розалии Исидоровне (Райце или Розе Срулевне) Кауфман (1868—1939), работавшей до этого преподавателем по классу фортепиано в Одесской музыкальной школе Русского музыкального общества (в синагогальной записи о рождении первого сына Бориса в 1890 году значится уже как Исаак Иосиев Постернак).
Участвовал в ежегодных выставках передвижников. Член объединения «Мир искусства». В конце 1880-х — начале 1890-х годов служит преподавателем в Училище изящных искусств художника-архитектора А. О. Гунста. В 1894 году получает приглашение преподавать в Московском училище живописи, ваяния и зодчества (впоследствии — ВХУТЕМАС) и принимает его, специально оговорив, что не будет креститься. В этот период жил в доме Художественного общества на Мясницкой улице.
В 1905 году Императорская Академия художеств присвоила Пастернаку звание академика «за известность».
В 1907 году был приглашён в Англию, чтобы написать портрет дочери одного из местных аристократов. Эта поездка стала значительным событием в жизни Пастернака, в том числе потому, что в Англии он получил возможность увидеть оригиналы картин местных портретистов XVIII века (Дж. Рейнолдса Пастернак позднее назовёт величайшим портретистом).

### Отъезд из России
После революции 1917 года, в 1921 году, вместе с женой и дочерьми уехал на лечение в Германию. Однако после операции Пастернака семья не вернулась в СССР. В эмиграции он создал портреты Альберта Эйнштейна (первый большой портрет учёного был сделан художником в 1924 году, ныне данная картина находится в читальном зале математической библиотеки Еврейского университета в Иерусалиме, в 2008—2009 годах была проведена её реставрация), поэта Рильке, писателя Джона Осборна. В 1924 году участвовал в историко-этнографической экспедиции в Палестину, организованной А. Э. Коганом. Написал вышедшую на иврите и русском языке книгу «Рембрандт и еврейство в его творчестве» (1923). В 1927 и 1932 годах в Германии были организованы две персональные выставки художника.
В конце 1930-х годов собирался вернуться в СССР, однако первоначально было решено навестить в Англии дочь Лидию, туда же перебирается и другая дочь Леонида Осиповича — Жозефина. В Англию художник с супругой прибыли в 1938 году, а в августе 1939 года там же умерла Розалия Исидоровна. После этого жил в доме дочери Лидии в Оксфорде. Умер 31 мая 1945 года.

## Память
После смерти Леонида Пастернака были организованы выставки его работ в Англии и Германии. Первая персональная выставка художника в СССР состоялась в 1979 году в Третьяковской галерее, а в 2001 году там же прошла выставка «Л. О. Пастернак в России и Германии». К 150-летию со дня рождения выставка работ художника состоялась и на его родине — в Одессе, тогда же на доме, где жил Леонид Осипович, была установлена мемориальная доска.
В 1999 году в Оксфорде на Парк-Таун, в доме, где Леонид Пастернак прожил последние несколько лет жизни и где находилась его мастерская, был создан музей художника. В нём экспонируется около 80 работ Пастернака, в их числе — «Альберт Эйнштейн, играющий на скрипке», «Борис и Александр в матросских костюмах». Также в музее хранится семейный архив художника — переписка с родными и близкими, фотографии.
Именем Леонида Пастернака названа улица в Тель-Авиве.

## Семья
- Сын Борис Пастернак — писатель, поэт, лауреат Нобелевской премии
  - Внук Евгений Пастернак
  - Внук Леонид Пастернак
- Сын Александр Пастернак — инженер, архитектор, градостроитель и преподаватель
  - Внук Фёдор Пастернак
- Дочь Жозефина Пастернак
- Дочь Лидия Пастернак
  - Внучка Лиза Пастернак-Слейтер — профессор Оксфордского университета
  - Внучка Анна Пастернак-Слейтер — писательница
- Племянница (дочь сестры Хаси Иосевны Постернак, 1859—?, и изобретателя Моисея Филипповича Фрейденберга[27]) — филолог-античник Ольга Михайловна Фрейденберг
- Внучатый племянник (внук сестры Екатерины Иосевны Постернак, в замужестве Якобзон, 1852—?[28]) — французский художник Филипп Германович Гозиасон[29][30]

## Книги
- Пастернак Л. Рембрандт и еврейство в его творчестве. — Берлин: Издательство С. Д. Зальцмана, 1923 (на русском языке); Берлин: Явне, 1923 (на иврите).

## Работы
- За работой. Этюд. Масло
- Не выпить ли? 1883. В собрании Одесского художественного музея.
- Портрет А. Г. Рубинштейна (1886),
- Иллюстрации к роману Л. Н. Толстого «Война и мир»
- В кабинете артистки. 1893. В собрании Одесского художественного музея.
- Портрет неизвестной. 1893. В собрании Одесского художественного музея.
- Ночь накануне экзамена, 1895. Музей Орсе, Париж
- Иллюстрации к роману Л. Н. Толстого «Воскресение». 1899
- Иллюстрации к драме «Маскарад» М. Ю. Лермонтова (1891),
- Иллюстрации к поэме «Мцыри» М. Ю. Лермонтова (1891)
- Няня с ребёнком. Зайчик. 1901. В собрании Одесского художественного музея
- Заседание совета преподавателей Московского училища живописи, ваяния и зодчества (1902)
- Л. Н. Толстой с семьёй в Ясной Поляне (1902)
- В ложе театра. 1902. В собрании Одесского художественного музея.
- Вести с родины
- Портрет С. С. Шайкевича
- Портрет А. Б. Высоцкой. 1912. Пастель
- Портрет А. Б. Высоцкой. 1912. Пастель
- Портрет М. Горького (1906)
- Портрет А. Н. Скрябина (1909)
- Портрет Ил. М. Мечникова (1911)
- Портрет Вяч. Иванова (1915)
- Уроки музыки. 1909. Пастель
- К родным (1891). Масло.

- В гримёрной (1893)
- Дирижёр В. И. Сук (не ранее 1906)
- Остров Rügen (1906)
- Л. Н. Толстой с семьёй (1902)
- Лев Толстой (1908)
- Лев Толстой
- Лев Шестов (1910)
- Сосны и море (1910)
- Разгрузка вагона (Одесский порт) (1911)
- Солнечный луч
- Вячеслав Иванов, Лев Кобылинский-Эллис, Николай Бердяев и Андрей Белый
- Золотая осень. Воробьёвы горы.
- У окна. Осень (1913)
- Сыновья Борис и Александр
- Е. Левина (1916)
- Михаил Гершензон (1917)
- Сбор яблок (1918)
- Альберт Эйнштейн (1924)
- Райнер-Мария Рильке
- Он будет ждать (Старый еврей)
- Николай Фёдоров
- К родным

## Публикации текстов
- Пастернак Л. О. Записи разных лет. — М.: Советский художник, 1975